# Leopold Stanisław Kronenberg

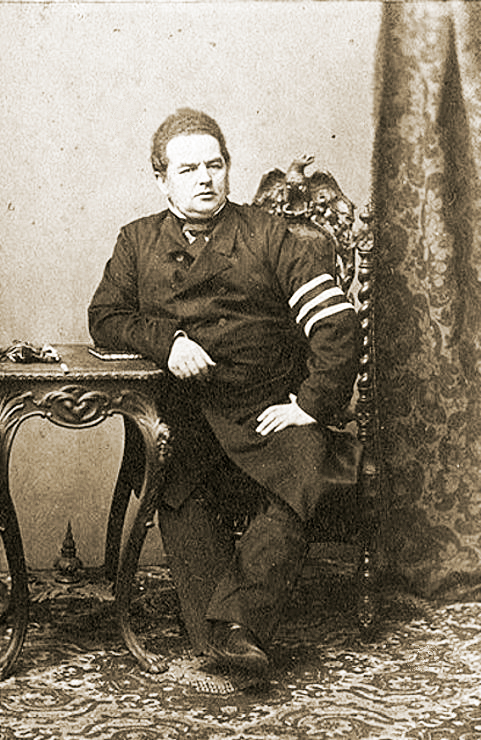
Leopold Kronenberg 1861 – fotografia Karola Beyera

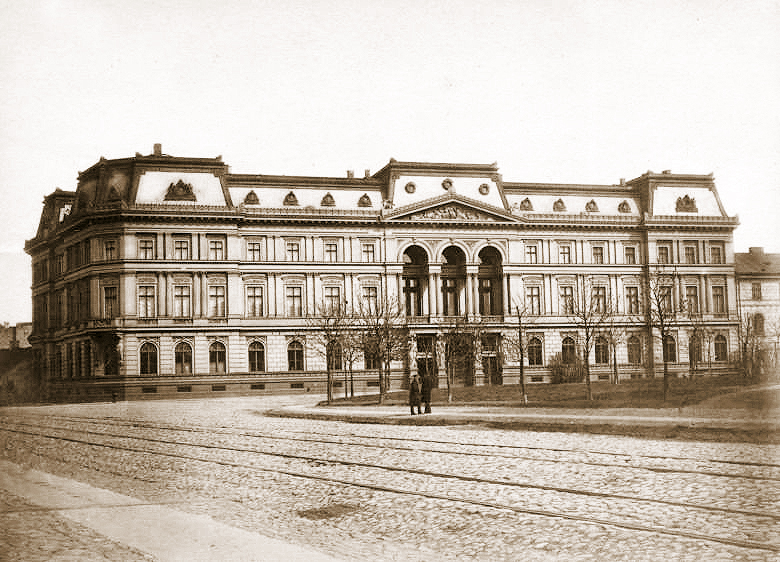
Nieistniejący Pałac Kronenberga w Warszawie

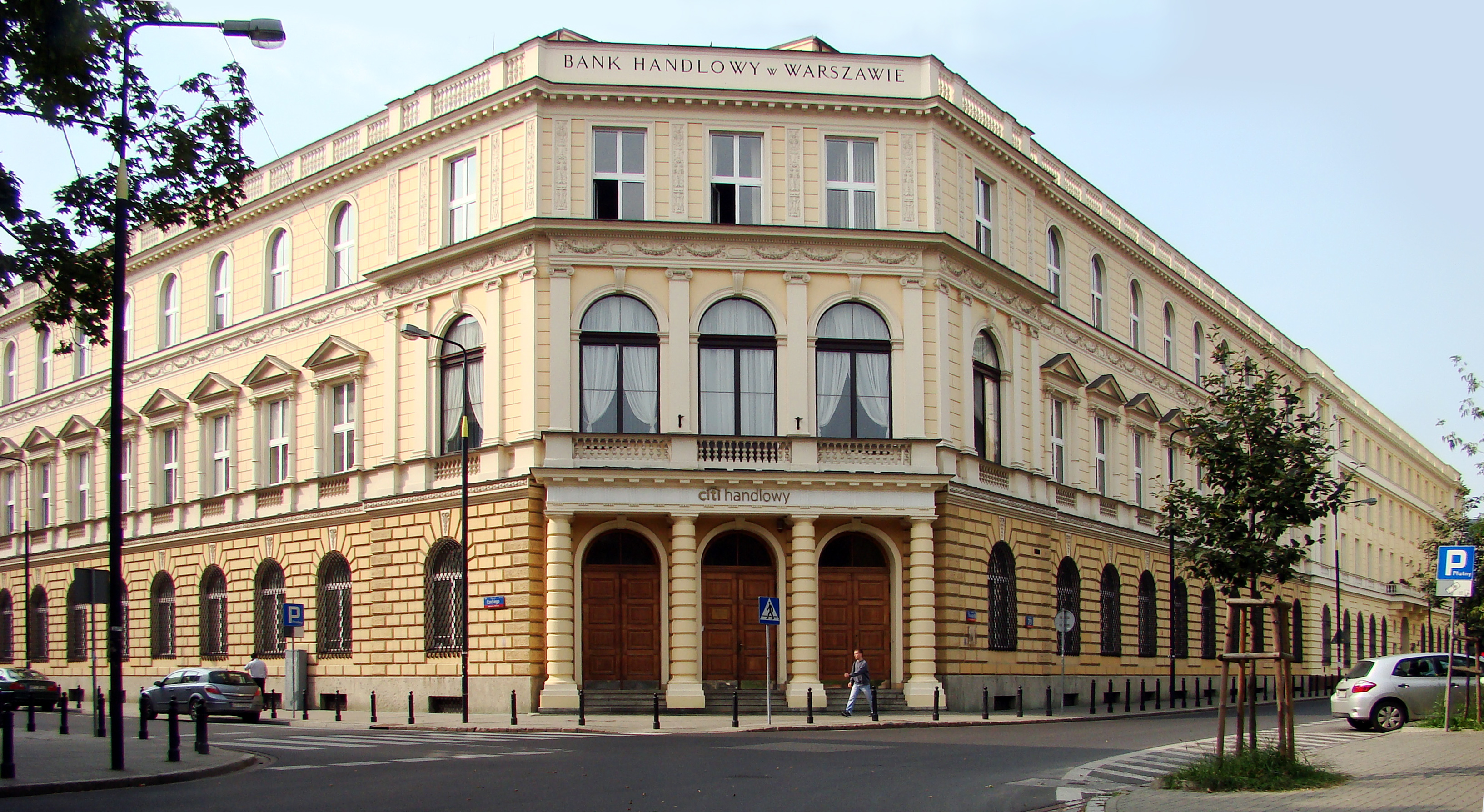
Pierwotna siedziba Banku Handlowego przy obecnej ul. Romualda Traugutta 7/9 w Warszawie

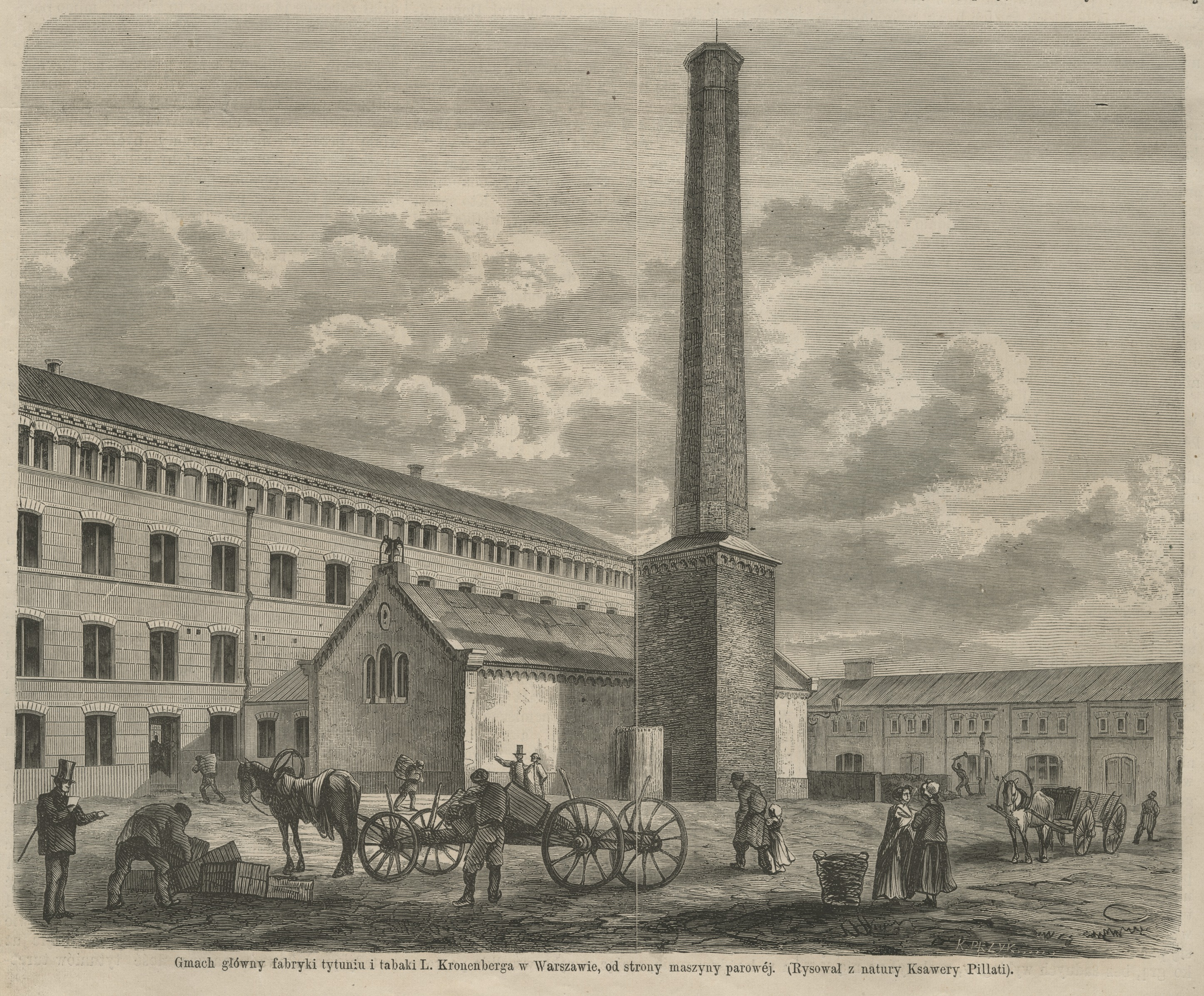
Gmach główny fabryki tytoniu i tabaki Kronenberga w 1867 roku

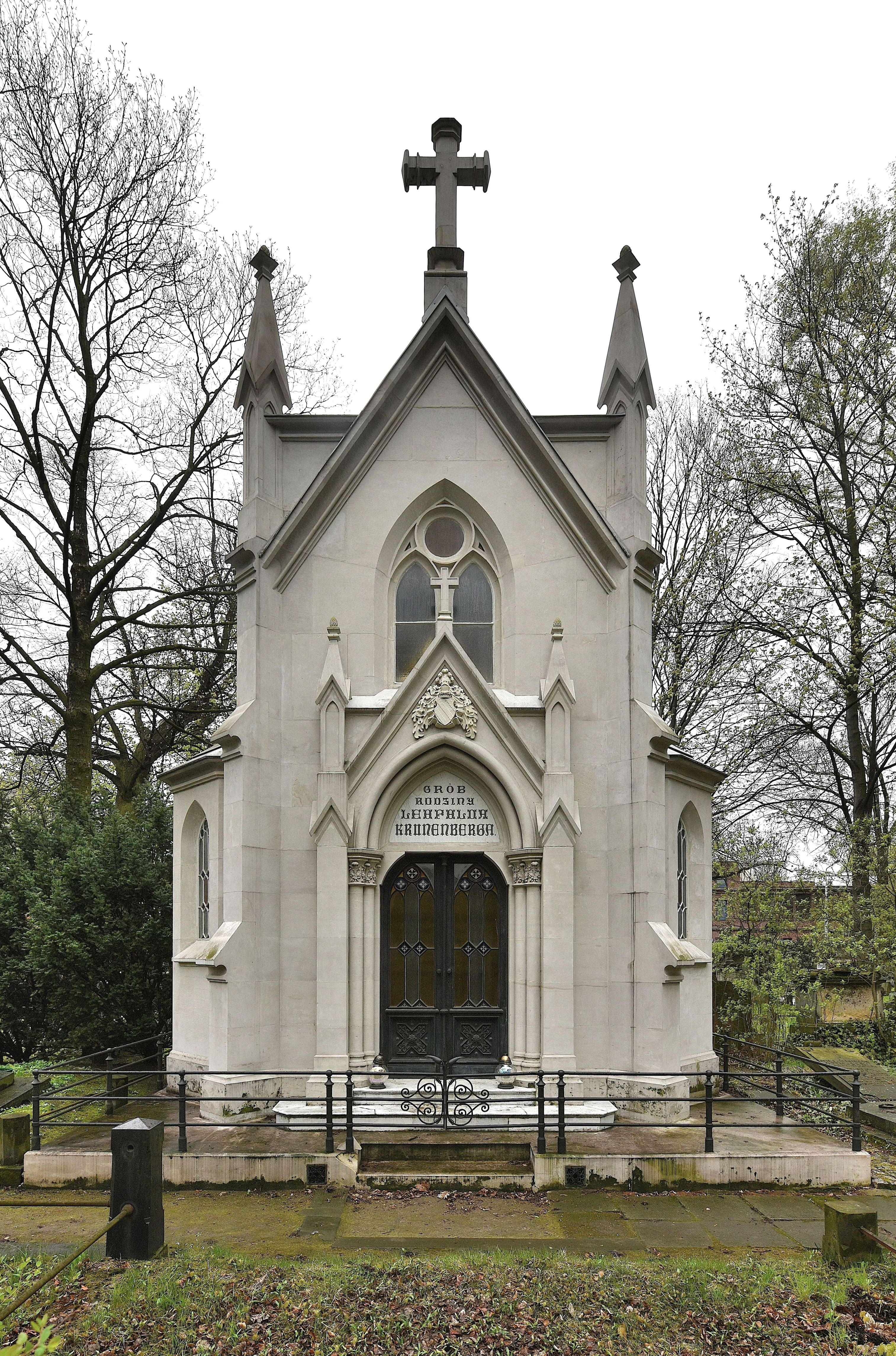
Kaplica-mauzoleum Kronenbergów na warszawskim cmentarzu ewangelicko-reformowanym, miejsce pochówku Leopolda Stanisława Kronenberga

Leopold Stanisław Kronenberg (ur. 24 marca (lub 29 stycznia) 1812 w Warszawie, zm. 5 kwietnia 1878 w Nicei) – polski bankier, inwestor i finansista żydowskiego pochodzenia, jeden z przywódców „białych” przed powstaniem styczniowym. Nobilitowany, członek dworianstwa. Neofita chrześcijański. Członek rodziny Kronenbergów.

## Życiorys
Pochodził z zamożnej rodziny rabinów żydowskich. Jego ojciec, pochodzący z Wyszogrodu, Samuel Eleazar Kronenberg (1773–1826) prowadził działalność bankową w Warszawie, za co od króla pruskiego dostał nazwisko. Matką była Tekla (lub Teresa) z domu Levi (1775–1848). Po ukończeniu gimnazjum pijarskiego na Żoliborzu i maturze w Liceum Warszawskiem Leopold Kronenberg studiował na Akademii Praktyczno-Technicznej w Hamburgu oraz na Uniwersytecie Fryderyka Wilhelma w Berlinie. Zakończywszy studia w 1832, wrócił do kraju i zajął się prowadzeniem interesów. W 1846 przyjął chrzest w kościele ewangelicko-reformowanym.
Leopold Stanisław Kronenberg miał siedmioro rodzeństwa: Ludwika, Rozalię, Stanisława Salomona, Dorotę (matkę Seweryna Loewensteina), Marię, Henryka Andrzeja i Władysława Alfonsa. Był żonaty z Ernestyną Rozalią Leo (1827–1893), córką Leopolda Augusta Leo, podobnie jak on zasymilowanego Żyda wyznania luterańskiego. Mieli razem sześcioro dzieci:
- Stanisława Leopolda (1846–1894), przedsiębiorcę,
- Władysława Edwarda (1848–1892), muzyka i filantropa,
- Leopolda Juliana (1849–1937) bankiera,
- Teklę Julię (1851–1852)
- Marię Różę (1854–1944), żonę najpierw Karola Zamoyskiego, a potem Gustawa Taube, prowadzącą w Warszawie znany salon literacki
- Rozalię (ur. 1857), żonę Aleksandra Orsetti.

Jego własnością był Pałac Kronenberga przy placu Małachowskiego w Warszawie i leżące koło Włocławka Pałac w Brzeziu i Pałac w Wieńcu.

## Działalność gospodarcza
W 1833 Kronenberg został wpisany na listę kupców warszawskich. Zakres jego działalności gospodarczej obejmował wiele dziedzin, z których najważniejszą okazała się bankowość.
Dzięki poparciu administracji cesarskiej zdobył fortunę na dzierżawie monopolu tytoniowego (Kazimierz Reychman podaje, iż Kronenberg był administratorem rządowym dochodów tabacznych). W 1860 założył w Warszawie wielką fabrykę tytoniu, zatrudniającą 700 robotników. Wprowadził do Polski w zaborze rosyjskim kapitał francuski: Crédit Lyonnais i Crédit Mobilier. W 1851 założył własny dom bankowy pod firmą Leopold Kronenberg, kredytujący głównie przemysł i rolnictwo.
Apogeum swej działalności w bankowości osiągnął w 1870 roku, kiedy założył w Warszawie Bank Handlowy. Oprócz bankowości Kronenberga bardzo interesowało rolnictwo. Utrzymywał związki z ziemianami, brał udział w różnych inicjatywach propagujących unowocześnienie rolnictwa. Opowiadał się za oczynszowaniem chłopów. Właśnie z tą przestrzenią działalności Kronenberga wiąże się jego późniejsza działalność polityczna.
Kronenberg inwestował w transport kolejowy. Sfinansował budowę m.in. tzw. Kolei Nadwiślańskiej. Inwestował również w przemysł. Oprócz wspomnianego już tytoniowego, także cukrowniczy i górniczo-hutniczy. Był udziałowcem spółek górniczych, hutniczych i cukrowniczych. Wybudował wiele cukrowni, a w 1870 był inicjatorem powstania Warszawskiego Towarzystwa Fabryk Cukru. Był członkiem Komisji Umorzenia Długu Krajowego, Rady Przemysłowej Komisji Rządowej Spraw Wewnętrznych i Duchownych Królestwa Polskiego. Był członkiem zarządu Giełdy Warszawskiej, Starszym Zgromadzenia Kupców, prezesem Rady Zarządzającej Kolei Warszawsko-Terespolskiej. Założył Towarzystwo Kredytowe miasta Warszawy, Kasę Przemysłowców, Warszawskie Towarzystwo Ubezpieczeń od Ognia, Towarzystwo Kopalń Węgla i Zakładów Hutniczych. Sprawował funkcję prezesa wydziału Warszawskiego Towarzystwa Dobroczynnego. Był właścicielem dóbr Wieniec i Strugi.
Leopold Kronenberg prowadził też działalność wydawniczą. Od 1859 wydawał „Gazetę Codzienną”, przemianowaną w 1861 na „Gazetę Polską”. Było to pismo o zabarwieniu liberalno-demokratycznym, którego redaktorem był Józef Ignacy Kraszewski.
Leopold Kronenberg zbudował w latach 1868–1871 w Warszawie przy pl. Ewangelickim (obecny pl. Małachowskiego) monumentalny pałac, który spłonął we wrześniu 1939 i został rozebrany w 1962.

## Działalność polityczna
Działalność polityczna L.S.Kronenberga opierała się na, bliskich części ziemiaństwa i burżuazji, poglądach konserwatywno-liberalnych i akceptacji rzeczywistości w jakiej znalazły się ziemie polskie pod zaborem rosyjskim po powstaniu listopadowym. Był on jednym z nielicznych zwolenników znienawidzonego przez ówczesne społeczeństwo Aleksandra Wielopolskiego. „Biały bankier”, jak nazywano Kroneneberga, poruszał się sprawnie po środowisku majętnych ziemian oraz warszawskiej elity i intelektualistów, tzw. millenerów. W tych kręgach zaczęła się formować myśl polityczna „białych”, opowiadających się za rozsądną pracą organiczną a dopiero w dalszej kolejności odzyskaniem niepodległości. 27 lutego 1861 był jednym z inicjatorów powołania Delegacji Miejskiej, utworzonej dla uśmierzenia nastrojów rewolucyjnych po krwawym stłumieniu manifestacji patriotycznej przez wojsko rosyjskie. Działania te doprowadziły do powołania w 1861 Delegacji Miejskiej – kierownictwa partii „białych”, w składzie której znalazł się m.in. Kronenberg.
Po wybuchu powstania styczniowego i przejęciu władzy przez „czerwonych”, „Biały bankier” zabiegał o zachowanie przewagi „białych” w rządzącym krajem Rządzie Narodowym. Po powstaniu styczniowym zrezygnował z aktywniejszych form działalności politycznej. Szczycił się przyjaźnią Józefa Ignacego Kraszewskiego, którego sprowadził z Żytomierza do Warszawy i zatrudnił w Gazecie Polskiej. Kraszewski opisał konflikt Kronenberga z Blochem w jednej ze swoich powieści przedstawiając swojego przyjaciela w bardzo pozytywnym świetle. Odznaczony został przez imperatora Rosji Orderem św. Włodzimierza i dziedzicznym szlachectwem (1868).
Za osiągnięcie życia Kronenberga uważa się utworzenie w 1875 Szkoły Handlowej w Warszawie.
Zmarł trzy lata później w Nicei. Został pochowany w zaprojektowanej przez Artura Goebela kaplicy-mauzoleum Kronenbergów na cmentarzu ewangelicko-reformowanym w Warszawie (kwatera E-2-3).